# (6376) Schamp
(6376) Schamp es un asteroide que forma parte del Cinturón de asteroides, descubierto el 29 de mayo de 1987 por Carolyn Shoemaker y por su esposo que también era astrónomo Eugene Shoemaker desde el Observatorio del Monte Palomar, Estados Unidos.

## Designación y nombre
Designado provisionalmente como 1987 KD1. Fue Nombrado en honor a los estadounidenses Larry y Becky Schamp de Alice Springs. Larry, un ingeniero eléctrico de formación, es actualmente el gerente de un grupo aeroespacial de alta tecnología de TRW ubicado en este puesto avanzado remoto del Territorio del Norte. Becky es famosa por su hospitalidad en el interior. Esta pareja acogió a miembros de la familia Shoemaker cuando llegaron de los Estados Unidos después del accidente automovilístico en el que murió Eugene, y luego hospedaron a Carolyn cuando salió del hospital. Los 6 pies, 8 pulgadas de gentileza y conocimiento de Larry y la calidez, comprensión y entusiasmo por la vida de Becky ayudaron a sostener a esta familia en un momento de gran necesidad.

## Características orbitales
(6376) Schamp está situado a una distancia media del Sol de 2,574 ua, pudiendo alejarse hasta 3,231 ua y acercarse hasta 1,918 ua. Su excentricidad es 0,255 y la inclinación orbital 16,361 grados. Emplea 1508,80 días en completar una órbita alrededor del Sol.

## Características físicas
La magnitud absoluta de (6376) Schamp es 12,98. Tiene 7,924 km de diámetro y su albedo se estima en 0,213.